# Редько Дмитро Геннадійович
Редько Дмитро Геннадійович (нар. 6 вересня 1967, Львів) – український журналіст, громадський і політичний діяч.

## Життєпис

### Журналістська діяльність
Очолював Центр соціал-демократичної інформації «Українські незалежні новини» (1990-91 роки), був редактором неформального видання «Альтернатива» (1990 рік), дописувачем до низки друкованих видань. Від 2000 року професійно працює в журналістиці, публікується у низці українських та закордонних друкованих та інтернет-видань. Спеціалізується на тематиці, пов’язаній із внутрішньою та зовнішньою політикою, ідеологіями, історією, свободою слова. Член Національної спілки журналістів України.

### Політична і громадська діяльність
З 1988 року брав активну участь у національно-визвольному русі, у 1989 році приєднався до Львівської соціал-демократичної організації. Активіст об'єднавчого руху зі створення української соціал-демократичної партії, співавтор проєктів її статутних та програмних документів. У 1990 році — делегат установчого з'їзду Об'єднаної соціал-демократичної партії України (25-27 травня 1990). Внаслідок розколу з'їзду на «модерністську» та «традиціоналістську» частини, став делегатом установчого з'їзду Соціал-демократичної партії України (27 травня 1990 року), обраний до Правління. У період з 1990 по 1996 роки (з перервами) обирався до Правління та Контрольної Ради СДПУ. Після утворення СДПУ(о) відійшов від активної політичної діяльності, брав участь у створенні профспілкових структур, у 1996-1997 роках працював головою Львівського обласного виконавчого комітету профспілки підприємців.